# Pikkujärvi (Korpilombolo socken, Norrbotten)
Pikkujärvi är en sjö i Pajala kommun i Norrbotten och ingår i Kalixälvens huvudavrinningsområde.